# Puerto Colombia, Meta
Puerto Concordia là một khu tự quản thuộc tỉnh Meta, Colombia. Thủ phủ của khu tự quản Puerto Concordia đóng tại Puerto Concordia Khu tự quản Puerto Concordia có diện tích 1298 ki lô mét vuông. Đến thời điểm ngày 28 tháng 5 năm 2005, khu tự quản Puerto Concordia có dân số 9262 người.